# Nikita Gorbunov
Nikita Gorbunov é um jogador de futebol do Turcomenistão que atua pela equipe do Altyn Asyr, clube da cidade de Ashgabat que Disputa a primeira divisão do Campeonato Turcomeno de Futebol. Foi campeão do Campeonato Turcomeno de 2017 pelo Altyn Asyr.